# 芦北町立古石小学校
芦北町立古石小学校（あしきたちょうりつ ふるいししょうがっこう）は、熊本県葦北郡芦北町にあった公立小学校。

## 沿革
- 1896年（明治29年） - 内野尋常小学校古石分教場創立。
- 1903年（明治36年） - 古石尋常小学校となる。
- 1905年（明治38年） - 熊ヶ倉分校設置。
- 1941年（昭和16年） - 古石国民学校と改称。
- 1947年（昭和22年） - 湯浦村立古石小学校と改称。
- 1951年（昭和26年） - 湯浦町立古石小学校と改称。
- 1970年（昭和45年） - 芦北町立古石小学校と改称
- 2004年（平成16年）3月 - 芦北町立内野小学校へ統合